# Gnathoenia alboplagiata
Gnathoenia alboplagiata là một loài bọ cánh cứng trong họ Cerambycidae.